# 力太郎
力太郎（ちからたろう）とは、日本の岩手県の昔話。この物語の主人公の名である垢太郎（あかたろう）・こんび太郎の名でも知られる。

## 物語
この物語は長らく入浴していなかった老夫婦の入浴場面から始まり、この2人の剥がれ落ちる大量のこんび（垢）を固めて人形を作ることから始まる。
垢で人形を作ってしばらく放置しておくと、その人形に命が芽生え、立派な1人の人間の子供になったという。その子供は男の子であったため、生みの親である老夫婦は彼を「垢太郎」と名づけた。老夫婦に100貫目（およそ375キログラム、製鉄技術の発達していなかった当時では、この金棒はかなり高価なものである）の金棒を買ってもらい、軽々持ち上げた垢太郎は「力太郎」と呼ばれるようになる。ここからこの物語は力太郎が主人公となり進められていき、旅の途中に御堂コ太郎と石コ太郎と出会い、戦い、家来にしながら最終的に長者の娘を生贄につれていこうとした鬼（ただの化け物とする説もあり）を退治する。

## 解説
垢から生まれた「こんび太郎」、婆のすねから生まれた「脛こたんぱこ」、竈から生まれた「火太郎」など、様々な名を有しているが、それらは一様に力持ちであり、道中家来になるものたちも、「御堂こ太郎」、「石こ太郎」、「岩こ太郎」など大力を表す名が多い。この話の分布は、そのほとんどが東北地方に限られており、その他、石川県、島根県にも見られる。朝鮮にも同話があり、グリム童話集の71番「六人組世界歩き」、134番「六人の家来」と同型であり、世界的には広く分布するものと思われている。